# The Crystals (winkelcentrum)
The Crystals (ook: Crystals at CityCenter of Crystals Retail District) is een winkelcentrum op de Strip in Las Vegas, Nevada, Verenigde Staten. Het winkelcentrum is onderdeel van het CityCenter en is ontwikkeld door MGM Resorts International. Het gebied is eigendom van MGM Resorts International en Infinity World Development, de winkelruimtes worden verhuurd aan de verschillende merken.
Het winkelcentrum huisvest tweeëndertig verschillende winkels en acht verschillende restaurants en bars op een oppervlakte van 46.000 m². Daarnaast huisvest het winkelcentrum ook een groot gedeelte van de kunstcollectie van het CityCenter en kreeg het winkelcentrum een LEED Gold Certificaat.

## Geschiedenis

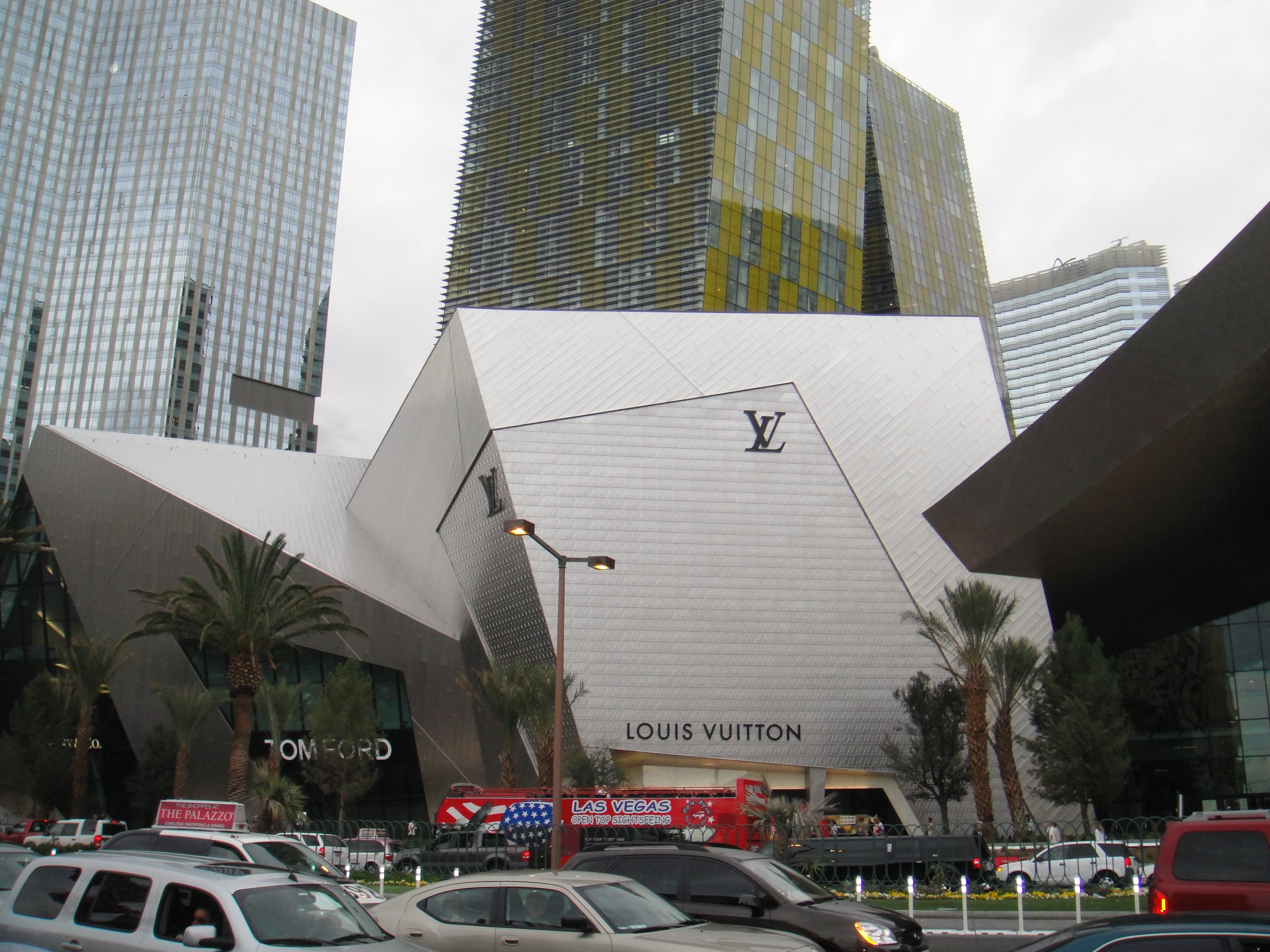
De voorkant van Crystals, gezien vanaf de Strip.

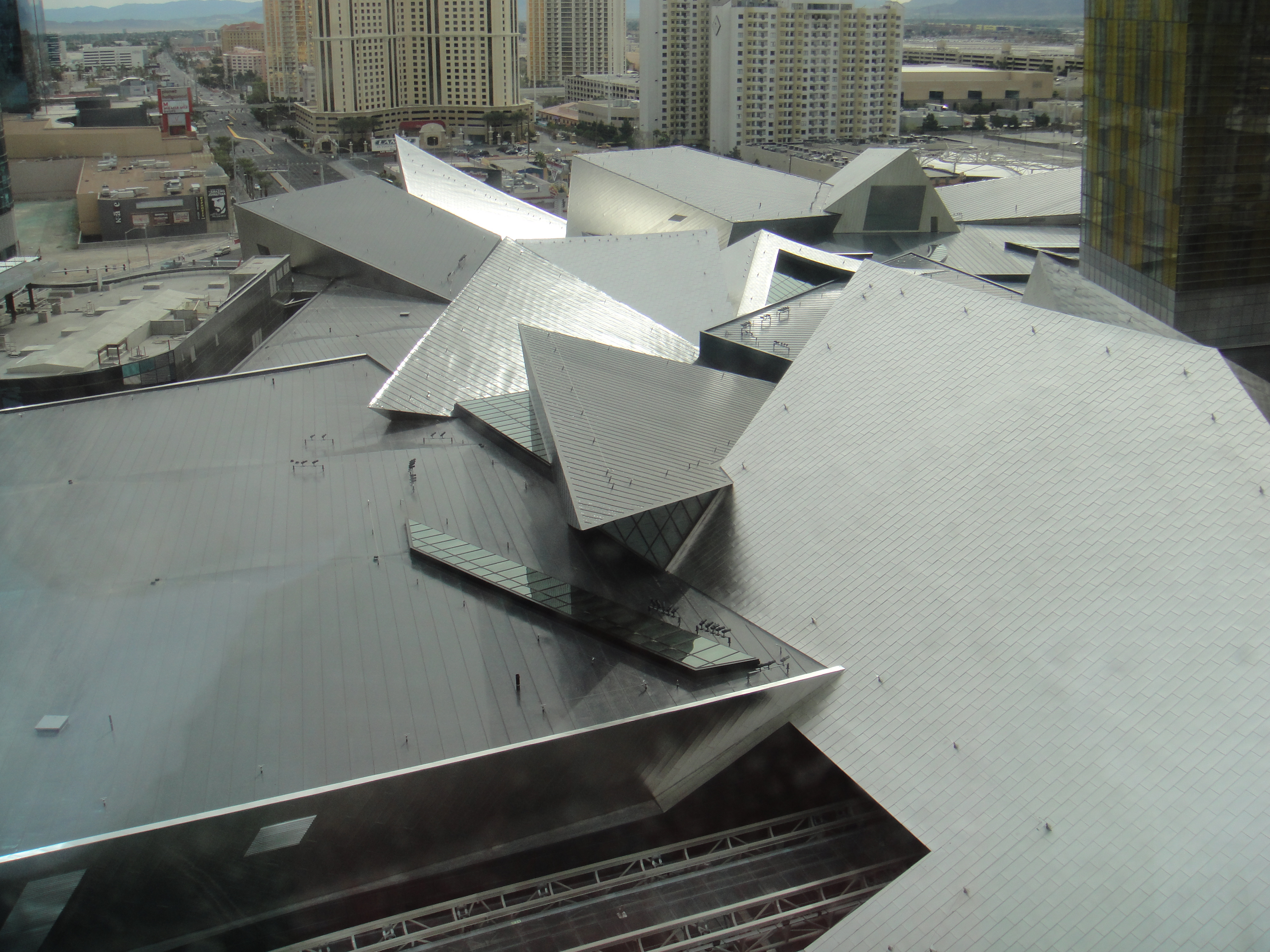
Het dak van Crystals, gezien vanaf het Aria.

In 2004 werden de plannen voor het CityCenter aangekondigd met de boodschap dat het een gebied zou worden waar voortdurende ontwikkeling, rijkdom en diversiteit bij elkaar zouden komen. The Crystals zou het winkelcentrum worden van het CityCenter. Nadat alle plannen uitgewerkt waren werd er in 2006 begonnen met het prepareren van de grond zodat op 26 juni 2006 het eerste beton kon worden gegoten.
Ruim drie en een half jaar nadat men begonnen was met de bouw werd op 3 december 2009 het winkelcentrum geopend. Nog voordat het winkelcentrum geopend werd, ontving het in oktober 2009 al het LEED Gold Certificaat voor het milieuvriendelijke gebouw.

## Ligging
The Crystals ligt op de kruising van Harmon Avenue en Las Vegas Boulevard, hiermee ligt het winkelcentrum naast het Cosmopolitan (noorden). Aan de zuidkant van het winkelcentrum ligt het Manderin Oriental, ook onderdeel van het CityCenter. Aan de overkant van de Strip ligt Marriott's Grand Chateau en The Signature.

## Ontwerp
Het ontwerp voor The Crystals is gedaan door Studio Daniel Libeskind en Rockwell Group in opdracht van MGM Resorts International. Het ontwerp van het "Entertainment District" werd gedaan door Studio Daniel Libeskind, daar waar Rockwell Group verantwoordelijk was voor het ontwerp van het interieur van Crystals.
Naast het uiterlijke ontwerp is er bij het winkelcentrum, net als bij de andere gebouwen in het CityCenter, veel rekening gehouden met de milieuvriendelijkheid van het ontwerp. Zo worden er veel groene producten gebruikt en heeft het Crystals de beschikking over de eigen krachtbron. Daarnaast wordt net als bij vele andere hotels gebruikgemaakt van een HVAC-systeem, echter waar bij andere hotels de verse lucht vanuit het dak wordt ingebracht komt de verse lucht in het winkelcentrum via de grond en drijft het de vieze lucht naar boven toe. Er is voor dit systeem gekozen omdat het kosten- en milieubesparend is. Bij ventilatie via het dak moeten de ventilatoren namelijk harder en meer werk verrichten om dezelfde ruimte van schone lucht te voorzien. Al deze maatregelen hebben er samen voor gezorgd dat ook het Crystals een LEED Gold Certificaat heeft.
Verder is in The Crystals een groot deel van de kunstcollectie van het CityCenter te zien. Naast de drie afzonderlijke expositiehallen zijn er ook verschillende kunstwerken in de lobby's en gangen van het winkelcentrum te vinden.

## Faciliteiten

### Winkels
Het winkelcentrum bezit 32 winkels, hieronder een overzicht van de aanwezige winkels.
| - Assouline - Bally - Bottega Veneta - Bulgari - Carolina Herrera - Cartier - Christian Dior - de Grisogono | - Ermenegildo Zegna - Fendi - Gucci - Harry Winston - Hermès - HStern - Ilori - Kiton | - Lanvin - Louis Vuitton - Marni - Mikimoto - Miu Miu - Paul Smith - Porsche Design Group - Prada | - Pucci - Roberto Cavalli - Tiffany & Co. - Tom Ford - Tourbillion - Van Cleef & Arpels - Versace - Yves Saint Laurent |

### Restaurants

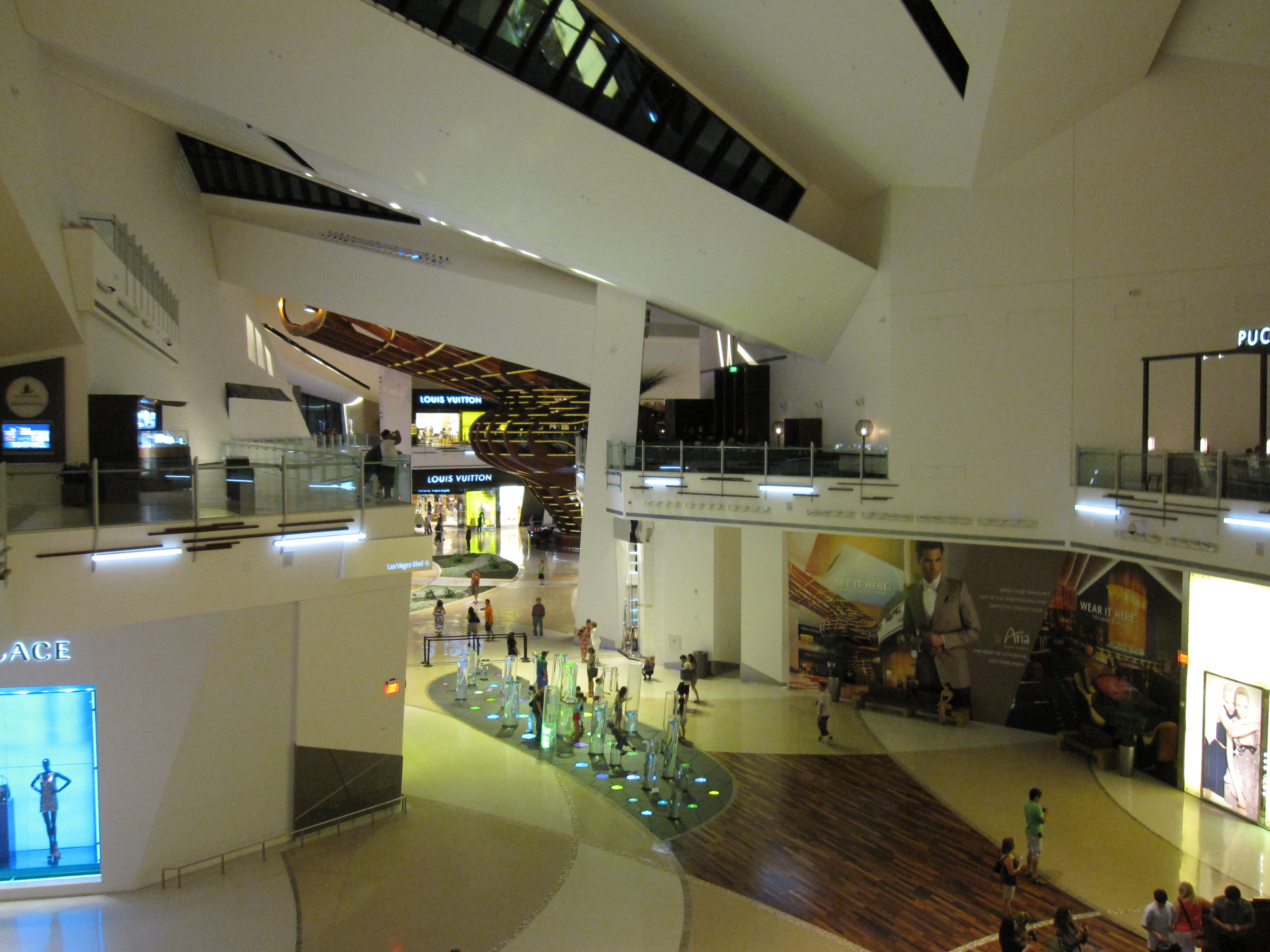
Het interieur van The Crystals.

Er zijn acht verschillende restaurants en bars in het Crystals. Hier zitten restaurants tussen van Eva Longoria, Todd English en Wolfgang Puck.
- Beso
- Eve
- Todd English P.U.B.
- Mastro's Ocean Club
- The Cup
- Wolfgang Puck Cucina
- The Pods
- Social House

### Overige
Naast alle winkels en restaurants bezit het winkelcentrum ook drie galerieën. Namelijk, Rodney Lough Jr., The Art of Richard MacDonald en The Gallery featuring Dale Chihuly. Ook bevindt de tweede halte van de CityCenter Tram zich in het Crystals.